# The JOJOLands
《JOJO的奇妙冒險 第九部 The JOJOLands》為荒木飛呂彥所著的日本漫畫《JoJo的奇妙冒險》系列的第九部，2023年2月17日起在《Ultra Jump》開始連載。故事圍繞著「喬斯達家的血統」，系列第八部《JoJolion》後段登場的喬瑟夫·喬斯達（仗世文·喬斯達）的外孫喬迪奧·喬斯達為主角，講述他在亞熱帶島嶼上立志成為大富豪的故事。

## 故事大綱
故事舞台為2020年左右的夏威夷。15歲的喬迪奧與兄長德拉格納在黑幫集團的底下工作，於治安敗壞的社會中成長的兩兄弟遵循著完美達成任務的“機制”，在黑幫世界累積了一定的信任度，甚至得以保護他們母親的安全。喬迪奧更是深信這個機制終將可以達成他致富的夢想。一天，黑幫集團得知一名日本男子攜帶了價值600萬美元的藍色鑽石進入夏威夷，黑幫首領梅麗爾命令喬迪奧、德拉格納與團夥帕克潛入該男子的別墅竊取鑽石，並且答應事成後所有人將能分紅，她也將時常與喬迪奧購買毒品的常客烏薩基引薦給喬迪奧一行人一同執行任務，然而在抵達目的地後，眾人發現別墅的主人·日本漫畫家岸邊露伴將鑽石和神祕的火山熔岩一同放置在金庫中保管著。這才察覺到原來比鑽石更有價值的，其實是那個能夠吸引任何值錢物品的火山熔岩。而露伴正在對火山熔岩進行調查。對喬迪奧開始感興趣的露伴留下“你會成為大富豪”的話語，把熔岩託付給了眾人，這使得喬迪奧離自己夢想又更進一步。
但前來爭奪熔岩的敵人也同時給他與夥伴帶來了巨大的危機，在等待返回歐胡島的飛機時，一行人遭遇神秘男子「查明·曼」的襲擊。在與查明·曼一番交戰後，帕克認為對方與他們一行人的目的一致，決定將他收為盟友，而也正如帕克所預料的，查明·曼為了尋找被捲進熔岩管而失踪的弟弟「茂卡」，同樣調查著熔岩的謎團，並認為包含警察在內的所有的人似乎都在極力阻撓他尋找弟弟的下落。一行人回到歐胡島向梅麗爾解釋事情的原委，梅麗爾推斷茂卡的失蹤可能與基礎建設開發公司「咆哮者」在華拉萊火山的私人土地有關，於是決定制訂一項計畫，通過利用熔岩的能力來接近「咆哮者」總價值500億美元的土地所有權。

## 登場人物

### 梅麗爾集團
喬迪奧·喬斯達（Jodio Joestar）
本作主角，第九部的JoJo，15歲。仗世文·喬斯達的外孫。同時也是系列第七部《飆馬野郎》主角喬尼·喬斯達的玄孫。與系列第八部《JOJOLION》主角東方定助的半身吉良吉影是表兄弟關係。作為喬斯達家族的後裔，喬迪奧的的左肩上有一個星型胎記。在很小的時候全家人就搬到美國的夏威夷檀香山居住，母親芭芭拉是家庭主婦，父親是保險公司的員工。11歲時，因為得知哥哥德拉格納在學校遭到同學的霸凌。為了懲罰霸凌者，他對校車內部縱火導致車內20名同學和老師嚴重燒傷住院。雖然從未被抓獲，但幾個月後，那個霸凌者的父母就向父親就職的保險公司要求支付比平常金額還要再多十倍以上的賠償金。迫於壓力父親同意支付這筆錢。然而，保險公司卻將同意的責任推給了父親並將其解雇。走投無路下的父親最終拋下妻兒離開了夏威夷，母親也開始多個兼職打工來撫養孩子們。為了償還家中欠下的債務，他與德拉格納聽從校長梅麗爾·梅·齊的建議開始當起犯罪搬運工。
喜歡玩掌上遊戲機、聽流行音樂和看漫畫，是人氣漫畫家岸邊露伴的粉絲，有在搜集岸邊露伴一整套的漫畫作品《紅黑少年》。相反的他對學習卻不感興趣，因此在學校的成績一直都很差，甚至不擅長記住一些字母的縮寫。有著物欲橫流的觀念，最大的抱負是致富。立誓成為「大富翁」。盡職盡責、行事謹慎，不說多餘的話，這也為自己贏得了犯罪世界的認可和信任，並堅信這個所建立的「機制」，讓兄弟倆和母親都能受到來自周圍人的保護與愛戴。在過去的心理測驗中被醫生推斷有嚴重的反社會人格，雖然表面接受了這個結果，但私底下對於自己被貼上反社會人格的標籤感到相當不滿。儘管與小隊成員感情很好，但實際上喬迪奧很厭惡社交，因此他們合作關係只基於金錢與利益。
與前幾個系列的主角不同，喬迪奧幾乎沒有道德顧慮，作者荒木飛呂彥將他描述為「人渣」
代表標誌是帶翅膀的心形徽章，心形徽章中間有一個沙漏形符號，與他的替身「十一月雨」身上的符號相匹配。
十一月雨（November Rain）
僅有人型上半身、以四隻長腳撐起身軀的替身，下半身有一枚圓錐體。能降下局部陣雨，當異常大小的雨滴落在人體身上時，對方會因重力而遭壓制在地，雨下的越密集破壞力就強。同時替身精密度極高，能夠選擇要用雨水壓垮的東西。例如沖毀緝毒局特工手中作為犯罪證據的毒品時不會破壞裝有毒品的塑膠袋，能讓雨水滲入地毯時，在不破壞地毯的情況下打碎下方的混凝土地板。雨水與喬迪奧全身呈軸線平行，讓他可以通過調整身體的位置來改變降雨的方向。缺點是射程範圍極短，降雨範圍為半徑3米，高度4米。雨水的破壞力幾乎適用於任何地方，但由於替身的攻擊手段是「水」，如果戰鬥場地如果在海或湖泊，降雨攻擊就只能到達水面不能再更深入。
名稱來自於美國搖滾樂團槍與玫瑰的1992年歌曲〈十一月冷雨〉。
德拉格納·喬斯達（Dragona Joestar）
喬迪奧的哥哥。時裝店「IKO IKO」店員兼黑幫成員。18歲。雙性人，將自己打扮為一個皮膚黝黑的女子，更透過醫美隆胸。佩戴以龍為主題的配飾，肩膀和左大腿上有著許多風格化的龍紋身，胸部、手臂和左大腿有龍的三爪紋身。早餐只吃木瓜。座右銘「絕不勉強自己，但也絕不放棄」，從某個教導印度瑜伽的老師那聽來。並以女性使用的日本第一人稱“あたし”來自稱。擅長偽造身分，身上總是帶著很多假的身分證。
在很小的時候全家人就搬到美國的夏威夷檀香山居住，母親芭芭拉是家庭主婦，父親是保險公司的員工。但因為性向的問題，德拉格納在搬到新環境後屢遭學校惡霸的欺凌開始對到學校上課變得很牴觸，14歲時，霸凌一事終於被弟弟喬迪奧知曉，喬迪奧趁著他沒去上學的那一天對校車內部縱火藉此報復那些霸凌者，導致車內20名同學和老師嚴重燒傷住院，雖然德拉格納斥責喬迪奧的做法，但也很感謝他讓自己本來已經死去的心再度活了過來，並發誓要變的更加強大。在經歷霸凌事件後，她也將其視為他們生活中隨機發生的荒謬事件，從而擺脫了心靈創傷。儘管沒有責任，但仍然認為這是一個極其重要的時刻，無視事情的發生就等於聽天由命，自己的心也會被摧毀。經歷霸凌事件後的德拉格納捨棄了一開始的男性裝扮，改為穿著更加女性化的服裝。
幾個月後，那個欺凌他的同學由於也在校車事件中被燒傷，對方的父母強迫父親任職的保險公司支付比平時高出十倍的賠償金，這導致保險公司因父親同意付款而解雇了他。走投無路下的父親最終拋下妻兒離開了夏威夷，母親芭芭拉也開始多個兼職打工來撫養孩子們。為了償還家中欠下的債務，喬迪奧與德拉格納聽從校長梅麗爾·梅·齊的建議開始當起犯罪搬運工。
雖然身為黑道份子卻有自己的原則，也在團體中擔任踩煞車的角色，但有著一遇到事情就容易慌亂不知所措的性格。
代表標誌是龍造型的英文字母「D」。
名字Dragona取自西班牙語Dragoness，意思為「雌龍」。
調情聖手（Smooth Operators）
四個似機器人的小型替身，被德拉格納親切的稱為「孩子們」。替身們會位移本體觸碰的物體，例如竄改駕照上的照片或車牌上的數字、把平板電腦上的指紋轉移到指紋掃描儀，以及人類的面部特徵。這個能力同樣適用於生物，例如將五官從臉上位移，藉由將四肢外移掙脫外在的束縛。物體和人不會因位移而受損，德拉格納也可以將外力造成的傷口轉移到其他物體上，導致物體破裂。缺點是力氣太小無法輕易位移重物。擁有自我意識，在德拉格納下令時會以「OK」來回應。
名稱來自於英國樂團莎黛的1984年歌曲〈調情聖手〉。
帕克·拉普藍迪斯（Paco Lovelantes）
黑幫成員，19歲。身材高壯，從在監獄待過的留級高中生，據喬迪奧所述，跟現在精壯的體格不同，兩年前是個胖子。與喬迪奧和德拉格納同校並在同一幫派工作，和後者的關係似乎不太好。給人的印象是個幼稚、粗魯無禮，喜歡用暴力解決事情的青少年，時常與喬迪奧一組進行毒品買賣，在確認交易成立後，他會溜著滑板車出現並偷偷暗示顧客商品所在位置。擅長肉搏戰。愛好偷竊，以其盜竊癖而聞名，喬迪奧將他對偷竊的喜愛形容為「比起玩遊戲和吃夏威夷飯糰，他幾乎像是在以玩遊戲的心態偷竊一樣。」
父親是從墨西哥搬到夏威夷檀香山的移民，在一家家禽養殖場工作。但他酗酒家暴的習慣導致帕克的母親離家出走不再回來。帕克一個人成為父親的出氣包，父親甚至咬了帕克的耳朵導致他的左耳有一道缺口，但也因此覺醒了強化肌肉能力的替身《強奪哈娑》，讓他能夠輕易承受並回擊父親的毆打。儘管經常受到虐待，帕克仍然關心他的父親。在高中一年級的時候，父親遭黑手黨設計陷害，被指控在一場喝醉酒的鬥毆中殺人，將面臨十多年的監禁，為了替父親籌3萬多美元的律師費和保險費。帕克決定鋌而走險。在偷取路人的支票後利用替身能力將合法支票上的浮雕印章轉移到自己的皮膚上。偽造了多張欺詐支票並逐步兌現。然而在試圖兌現超過10000美元的款項時遭到警察逮捕捕並被迫輟學。在監獄裏蹲了大約一年。喬迪奧的母親芭芭拉甚至因為帕克曾待過監獄而不希望兒子們跟他走的太近。出獄後，帕克會見了夏威夷黑手黨的一些成員，他們假裝釋出善意借錢給他。目睹一切的校長梅麗爾·梅·齊找到了帕克，並敦促其從學校畢業，並表示如果願意找自己商量煩惱，就給他Iko Iko的地址。帕克最終接受了她的提議，開始為她當黑幫的雜工。年輕時帕克曾在軍中服過兵役，但因為鬧出問題而被除名。
與外表不同，作為犯罪集團中的年長者，他展現出相當優秀的領導才能，例如與隊友討論策略、研究搶劫地點地圖、委派任務、下達命令以及為團夥做出決策。同時因為過去從軍的經驗，觀察力也相當敏銳，對敵人的突然攻擊能夠迅速應對，喬迪奧遭到變裝的查明·曼遲到持刀攻擊時，隨即察覺到對方是個不會用刀的外行人，並以肌肉硬化的能力來保護喬迪奧的頸部，在了解查明·曼沒有對任務失敗的寵物貓痛下殺手後，帕克建議把他拉攏為盟友達到雙贏的局面。
代表標誌是一個融化的霜淇淋，上面寫著他的英文名“PACO”
名字出自西班牙知名時裝設計師帕科·拉巴納。
強奪哈娑（The Hustle）
能使本體自身的肌肉變形，使其膨脹並能夠抓住物品。發動替身時會先喊出口號「Do the HUSTLE」(舞動吧強奪哈娑)讓肌肉起到推波助澜的作用。此外，本體也可以直接或間接影響接觸過的任何人的肌肉組織，通過振動來過度膨脹敵人的肌肉。或是通過控制讓隊友的肌肉膨脹變成類似鎧甲的功能來抵禦外在的嚴重傷害。
名稱來自於美國音樂家范·麥考伊的1975年歌曲〈喧囂〉。
烏薩基·阿羅哈歐文（Usagi Aloha'oe）
17歲。穿著緊身衣和運動短褲的青年。並非黑幫成員，只是跟喬迪奧購買毒品的常客，但被黑幫頭目梅麗爾·梅帶來一同參與了竊取藍色鑽石的計畫，性格樂觀、輕浮，做事缺乏責任心且有點小卑鄙，因此不受團員們的待見。烏薩基也非常貪吃，在執行重要任務的場合總是速食不離身，導致差點搞砸任務，在一行人抵達岸邊露伴的宅邸時甚至偷走宅邸內的魚子醬和紅酒。儘管如此，他在校長梅麗爾·梅的眼中其實是個學霸，曾向小隊解釋了燒瓶和燒杯之間的區別，在遭遇狂野尺寸貓的攻擊時以魚子醬為誘餌分散貓咪們對熔岩的注意力，藉此拯救了所有人。在遭到「袋之律動」的攻擊引發肺水腫病灶時，他毫不猶豫地用美工刀刺穿自己的胸口，以便用吸管進行氣管插管，所展現出的勇敢和決心打動了本打算要拋棄他的查明·曼，願意用替身能力幫忙揪出病灶。他特別喜歡德拉格納，稱他們為「小粉」。父親是一名工程師，但因為遭遇車禍身亡，目前雖然與母親住在一起，但由於母親佔據著父親的保險金，使得他過著相當貧困的生活。他曾透露就學期間因為不擅長交友而總是孤身一人，梅麗爾是第一個真正關心他的人。儘管烏薩基是向喬迪奧買過毒品的客戶，也承認自己曾經嘗試過兩三次毒品，但並不是癮君子。
代表標誌是被顛倒過來穿著吊襪帶的雙腿。
名字取自日語的兔子。其姓氏則取自由末代夏威夷女王利留卡拉尼創作的《夏威夷骊歌》。
片刻靜候（The Matte Kudasai）
小型的機械鳥替身。能將任何存在的東西透過想實現的願望來轉化。例如，當德拉格納提到想要一台「相機」時，替身會跳到附近的安全攝像機前，變成一台一模一樣的攝像機，雖然複製的攝像機與真實的攝像機共存，但替身同時會創建一個虛假的監視影像，通過改變人臉來偽裝成影像中的任何人，讓本體得以入侵住家，而屋主則因為他們無法證明哪段影像是真實的無法追踪到入侵者。缺點是不能實現本體自身的願望。
名稱來自於英國搖滾樂團深紅之王的1981年歌曲〈請稍等一下〉。
查明·曼（Charmingman）
夏威夷本島人，21歲，有襲警案底的運動愛好者。飼養了三隻擁有替身能力的貓。利用刀攻擊但手法很差。曾因島上的熔岩管而失去弟弟茂卡（マウカ）。偶然看見岸邊露伴利用從熔岩管冒出的熔岩碎塊重複做著吸引紙幣的實驗，認為這些熔岩碎塊與弟弟的失蹤肯定有所關聯，於是讓他的寵物貓跟蹤並監視露伴的宅邸，並發現喬迪奧一行人帶走了熔岩碎塊，在讓貓群奪回熔岩碎塊的任務失敗後假裝將牠們斬首，利用製造幻覺的能力將三顆馬鈴薯偽裝成貓的頭顱塞在速食袋中，隨後他在卡勞亞偽裝成帕克勸喬迪奧歸還熔岩碎塊，但因為真正的帕克出現事跡敗露，現身與喬迪奧一夥交手，被帕克看出本性不壞，最後同意與他們合作並同行。天生皮膚就如同砂礫般粗糙，但這並非替身能力所致，而是他的家族都共有的體質，他與族人有著能夠適應惡劣氣候以及長壽的優勢，甚至連地下的蚯蚓和鼴鼠都長有粗糙堅硬如石頭般的皮膚，但步入老年後幾乎都會死於代謝廢物結石的問題。
喜歡聽希雅、H.E.R.和SZA的音樂。相當厭惡吸毒的人，認為100%的吸毒者都是騙子。在烏薩基遭到「袋之律動」的攻擊引發肺水腫病灶時，因為得知了烏薩基曾經使用過毒品而一度打算拋棄他，但後來被烏薩基拼命自救的勇氣所感動，親自施展替身能力替其抓出病灶。
名字出自史密斯樂團的歌曲〈This Charming Man〉。月刊連載時的名字是「查明曼」，之後於單行本地3卷正式更名為「查明·曼」。
再度失言（Bigmouth Strikes Again）
一體化型替身，它影響查明·曼的身體，讓漂浮在他周圍的皮膚看起來像小沙子和岩石碎片。射程範圍距離查明·曼的體表只有十米，像衛星一樣圍繞著他。當沙子碎片聚集在一起時能像拼圖一樣碎裂或堆積，製造另一層皮膚完美地模仿別人。此外還能夠操縱光反射的感知。將自己偽裝到周圍環境中，有效地使自己的身體看起來像是變得透明，或是改變敵人的感知能力，查明·曼可以用他的皮膚在其他物體上產生幻覺，讓它們看起來完全不同。或分離身體部位（例如眼球）以進行遠程偵察。透過變成砂礫在人體等區域內移動以進行調查。此外，砂礫還能夠壓制敵人並將其抓住。在遭遇危險時，查明·曼會將皮膚粉碎成顆粒藉此躲避傷害
名字出自史密斯樂團的歌曲〈再度失言〉。
梅麗爾·梅·齊（Meryl May Qi）
49歲。塊頭高大，穿著夏威夷衫的中年女子。已婚並育有一子。表面上是麥金利高中的校長兼時裝店「IKO IKO」的老板，實際身分則是夏威夷一支黑幫小團夥「梅麗爾集團」的頭目，也是喬迪奧和德拉格納的上司。在學校擔任校長時深受老師學生們的敬重。而作為時裝店老闆時，也親自參與店內服裝商品和海報的設計等工作，被喬迪奧評價為完美、謹慎、不留任何痕跡的才女。
在故事開始的4年前拉攏喬斯達兄弟來她的手下工作，解救了喬斯達家的困境。

### 嚎叫者公司
拉特拉托（latorato）
嚎叫者公司的初代創始人，阿卡·豪拉的祖先，他的名字不詳，原姓「拉特拉托」，是一名於1843年因為船隻遇難而漂流到夏威夷島懷皮奧山谷的義大利水手，此後他在這裡娶妻生子定居下來，於華拉萊火山北坡施工時發現地下水道，並在此創立了「嚎叫者農場」。某次他目擊一道閃電劃破大地，因此在此地挖掘並獲得一塊雷擊石，為他的家族帶來了更大的財富。而後拉特拉托用這塊雷擊石做了一個十字架，連同一本日記本一起放在家族的小教堂裡，日記裡記載著如何尋找新的熔岩的神秘信息。他把雷擊石和一些珍貴的物品一起放在一個寶箱裡傳給了他的後代。美國吞併夏威夷後，他將其姓氏改為「豪拉」。
拉特拉托取自義大利語中的“嚎叫”。根據家族的命名方式，推測其名字應該源於義大利語中對應了第一個字母A(a)
阿卡·豪拉的祖父
嚎叫者公司的第六任負責人，同時也是現任負責人阿卡·豪拉的祖父，1967年，由於夏威夷州代表蒙特·布魯托試圖將嚎叫者農場的土地據為己有，用於開發度假酒店和別墅，先是以「華拉萊山北坡只通過口頭協定屬於豪拉家族」為由聲稱水源在州管轄範圍內。接著又讓夏威夷黑手黨成員暗中在華拉萊山北坡放火使得豪勒農場差點破產，於是為了保護祖先的土地，他偽裝成卡車司機謀殺了蒙特·布魯托，並通過書面契約正式使家族對土地的所有權合法化。性格非常務實，富有遠見，能夠敏銳地察覺到數位記錄的興起所帶來的時代變遷。晚年他向自己的孫子阿卡·豪拉解釋了熔岩的重要性。他對豪拉紙醉金迷的生活毫不在意。但也藉此機會教訓了豪拉，並講述了他們家族財富帶來的特權與風險。他認為家族當時正處於繁榮與權力的頂峰，但這種光輝也投下了巨大的黑暗陰影。也警告豪拉生於如此富足的家庭意味著有朝一日可能會從頂峰跌落。之後他送給這個孫子一本拉特拉托寫的日記，裡面記載著發現新熔岩碎塊的神秘指示。文中描述如何利用「新月的閃電」和「從地裡噴出的氣息」。不斷向豪拉要求遵守這些指示。
雖然劇中本名不詳，但根據家族的命名方式，推測其名字應該源於義大利語中對應了第六個字母F(Effe)。
阿卡·豪拉（Acca Howler）
嚎叫者公司的第八任現任負責人 。是一個浮誇、自戀、有魅力的男子，喜歡炫耀自己的財富和權力。
在還是個孩子的時候，祖父將豪拉叫過來看家族的土地契約，並借此機會為農田所有權提供了法律依據。此外，祖父向豪拉展示了家族一直保存著放有珍貴傳家寶的寶箱，並解釋說如果他遇到困難，可以把這些傳家寶賣掉，因為它們最後還是會因為存放在箱子裡的熔岩碎塊而被歸還。
成年後豪拉創立了基礎設施開發公司「嚎叫者」。與海豚銀行合作獲得了300億美元 的貸款。豪拉利用這筆貸款在檀香山建造了一座總部大樓，其中200億美元則用於收購歐胡島的其他土地。還聽從銀行的建議，買下租賃的私人飛機來避稅。豪拉表面上聲稱該公司致力於自然保護，實際上卻是以建立管理和利用華拉萊山水資源的系統為目的挪用公款並過著紙醉金迷的生活。相信自己可以用自己的錢得到任何想要的東西。再返回夏威夷的其間因為喬迪奧一行人查看了嚎叫者公司土地契約的原始紙質副本，並利用熔岩碎塊的能力讓夏威夷州政府完成扣押嚎叫者公司旗下價值106億的土地的聯署同意文件，導致嚎叫者公司瀕臨破產，海豚銀行也立即要豪拉還回那380億美元。豪拉因此命令露露立即取回熔岩碎塊並幫助波比·基恩消滅喬迪奧一行人。
姓氏豪拉來自於英國搖滾樂團深紅之王的歌曲〈The Howler〉。
露露（Lulu）
嚎叫者公司的特工，為一名11歲女孩，與波比·基恩搭檔追查進入土地管理局觸摸公司土地契據的喬迪奧一行人。性格任性且脾氣暴躁，看到自己喜歡的東西就會要求波比給自己，甚至因此發怒做出破壞路邊物品的行為。然而她有著相當敏銳的觀察力，很輕易地看出監視器錄影中的畫面是造假的，甚至從德拉格納在車上掉落的花飾立刻判斷出對方是她要尋找的目標。似乎深受豪拉的信賴。
她在目睹波比·基恩被擊殺後，由於過度傷心而使得所有袋之律動被召回，讓先前被其感染的土地登記處女職員、烏薩基等人得以恢復。事後被喬迪奧要求哭完以後跟他們一起離開醫院。
儘管還未成年，但因為在嚎叫者工作時犯下了欺詐和逃稅罪，可能會被判處五到十年的刑期。目前只能被關押在梅麗爾·梅·齊所經營的服飾店中。由於這個原因導致梅麗爾不得不暫時關閉服飾店來躲避警方的盤查。梅麗爾抱怨現在每日花在她身上的食宿費要3000美元，還被提出不能吃芒果、只喝聖沛黎洛礦泉水、只吃霜降和牛肥肉的要求。
袋之律動（Bags Groove）
為數個纏著繃帶的小型遠距離自動操作人形替身，被設置在公司土地契據中，並藉由觸摸契據來觸發。袋之律動非常弱小，但可透過潛入觸摸契據者的身體並破壞其器官，先是從肺部開始，然後向心臟蔓延，來讓對方產生如肺水腫等生理病變。讓死因看上去就像是病死。此外直接觸碰袋之律動的人身上會產生癌細胞。
名稱由來為美國爵士顫音琴手米特·傑克遜於1952年創作的歌曲〈Bag's Groove〉。
波比·基恩（Bobby Jean）
嚎叫者公司的特工，為一名留鬍壯年男子，與露露搭檔追查進入土地管理局觸摸公司土地契據的喬迪奧一行人。他攜帶著一把經合法授權，裝有消音器的FN FNX-45半自動手槍，個性較為散漫和不正經，但在工作中認真對待自己的任務。他確保正確完成任務，拒絕做超出其報酬的事情。即使他的目標是未成年人，他也不介意殺死他們以換取金錢，甚至在沒有完全證據證明他們是他的目標的情況下也會射殺他們。
儘管波比的權威高於其他人，但他仍受到露露的指揮，有時甚至被迫執行她的命令。在露露央求波比給自己想要的物品時，他會不惜向物品的原主人進行賄賂或施壓。然而，他實際上是一個遵守紀律、重視秩序和正確行為的人，對露露無理取鬧的行為相當反感，只是礙於同事關係才儘量滿足她的要求。已經成家立業，家庭成員有妻子和三個孩子。他提到不會容忍自己孩子跟露露一樣任何任性的行為，甚至有可能會做出懲罰。
在醫院裏，他接到來自老闆豪拉的電話要求與露露交談。並在確認喬迪奧等人是他們要解決的目標後，並掏出裝有消音器的手槍，利用替身能力的子彈向這群人開槍，但是都被他們用替身能力抵擋住。於是趁著帕科獨自在電梯裏時向他開了幾槍。隨後他與喬迪奧正面交鋒，把他逼進了廁所。然而，當他發現喬迪奧試圖偷偷從口袋裏掏出什麼東西時，想起了露露曾告訴過他關於熔岩碎塊的事。於是被熔岩碎塊吸引財富的能力所吸引，向前邁出了一步想看看喬迪奧口袋裏有什麼。但這其實是喬迪奧讓波比讓靠近自己的陷阱，最終他被一滴從天花板上落下的雨滴貫穿頭部當場死亡。
名字出自美國搖滾歌手布魯斯·斯普林斯汀的1984年歌曲〈Bobby Jean〉。
榮耀時光（Glory Days）
現象型替身，可以讓波比·基恩自由控制用手槍打出的子彈的速度，讓子彈看起來像是突然憑空出現的。喬迪奧·喬斯達一行人能夠察覺到子彈緩慢地向他們襲來，但在被擊中之前無法及時躲避。擊中目標後，子彈會慢慢深入人體。帕克也指出，波比·基恩可以在事後收回彈殼。缺點是子彈不是自動追蹤類型，且其彈道只會直線射出。
名字出自美國搖滾歌手布魯斯·斯普林斯汀的1984年歌曲〈Glory Days〉。
基·韋斯特（Key West）
嚎叫者公司的雇員，為一名警員裝扮的女律師，畢業於哈佛大學，是一位冷靜而果斷的律師，專注於維護客戶的利益。與萊姆查邦、寧波一同調查波比·基恩之死。初登場時一群抗議者將他們的不滿歸咎於阿卡·豪拉，韋斯特立即挺身而出阻止抗議者圍攻豪拉的汽車，並威脅如果有任何人闖入嚎叫者公司的宅邸就以妨礙公務的罪名逮捕。她向豪拉介紹了自己和她的盟友，並告訴他波比·基恩死亡背後的神秘情況。他們詢問豪拉波比·基恩在調查什麼，但豪拉拒絕透露，並命令他們追蹤失蹤的露露。離開前，韋斯特回憶起他們從波比·基恩的手機裡獲取了一份搜索記錄，顯示他曾在軍隊的軍事記錄中搜索過帕克·拉普藍迪斯。隨後豪拉和韋斯特在遊艇上接待了由喬迪奧、德拉戈納、查明曼三人冒充的橫濱營業部長和其他海豚銀行的員工。
在談判財產轉讓的其間韋斯特大部分時間都待在原地觀察豪拉和「橫濱」就進行談判。也插話質疑橫濱是否有權力進行土地轉讓，此時，眾人看到位於德拉格娜位置的桌子上散落著一些小石塊，豪拉認出那是熔岩。因此起了疑心，用槍指著德拉格納命令他站起來。一旁的韋斯特對豪拉情緒變的如此激動感到困惑，並眼睜睜地看著他把德拉格納丟進為了找東西而帶來的錢堆中，但因為德拉格納偷偷把熔岩轉交給喬迪奧，使得豪拉在德拉格納身上找不到任何東西。這時由於遊艇突然起火，引發附近消防船的注意趕來滅火。「橫濱」和喬迪奧趁機強調，豪拉在失去遺產之前的時間不多了，因為警察也已經趕到現場。於是他們兩人宣布豪拉必須立即簽署土地交換協議。正當政府官員和警消人員登上遊艇讓豪拉感到焦躁時，韋斯特收到了來自萊姆查邦的一條信息，萊姆查邦向她透露自己找到了露露和正在臥床的橫濱，也認出假橫濱旁邊的德拉戈納和喬迪奧的身份，同時還提到豪拉正在尋找一塊與他的全部財產有關的熔岩。在意識到一切嚎叫者不利的原因是來自那塊熔岩後，悄悄操縱行李包圍持有熔岩的喬迪奧，使用替身對其發動了攻擊。
她的名字取自位於美國佛罗里达州門羅郡的島嶼城市西嶼。
萊姆查邦（Laem Chabang）
嚎叫者公司的雇員，為一名女警，並佩戴著一副養著線蟲的墨鏡，她擁有敏銳的心理洞察力，能夠洞察人心的脆弱。對戀愛關係抱持憤世嫉俗的態度，聲稱自己沒有男朋友，因為他認為男人總是滿口謊言，但是卻對身為女性的基·韋斯特有著愛慕之情，甚至稱呼她為「小基」。與基·韋斯特、萊姆查邦一同調查波比·基恩之死、露露的下落，以及帕克·拉普藍迪斯的身分。和寧波循著線索來到帕克就讀的麥金利高中。並試圖從梅麗爾·梅·齊那裏打探出帕克的住址。發現了梅莉梅正透過電腦發短信暗中提醒她的團夥，萊姆查邦命令寧波使用替身讓梅莉爾的手臂膨脹起來。同時逼迫梅莉爾說出包括帕克在內的五名同夥的身份，以及失蹤女孩露露的下落。儘管梅莉爾保持沉默，萊姆查邦的線蟲還是察覺到了她的不誠實。於是讓寧波用替身炸斷她的三根手指。這迫使梅麗爾不得不透露她的藏身處「Iko Iko服飾店」，兩人押著梅麗爾來到服飾店。在進入梅麗爾的辦公室搜查後確信這裡一定存在一個隱藏的房間。同時萊姆查邦用線蟲觀察到梅莉爾在房間裡四處張望時的反應，發現了一個隱藏在地毯下的活板門。就在萊姆查邦和寧波即將開門之際，梅莉爾孤注一擲，聲稱嚎叫者公司的這筆錢總共有五百億美元，建議獲得這筆錢後兩方可以平分。這個數字讓兩位特工都大吃一驚，儘管短暫地猶豫了一下，但寧波還是命令萊姆查邦打開門。他們發現露露和橫濱躲在地下室的安全房間。此時帕克突然出現，一拳打在寧波臉上，將他打飛。而烏薩基也朝著萊姆查邦開槍，萊姆查邦被迫撤退進安全房間，梅莉爾相信她重視金錢利益而非責任，在500億美金的誘惑下一定會為了分一杯羹而跟豪拉隱瞞現況不去匯報。萊姆查邦在地下室裡發現了橫濱本人，也開始懷疑露露接到了豪拉的秘密指示，要她找到一些重要的東西。於是行使自己的權威逼問露露。在透過審訊得知消息後，萊姆查邦立即給基韋斯特發了一條充滿深情的短信，並附上了橫濱和露露的照片，透露豪拉正在尋找一塊與他的財富相關的熔岩碎塊。她明確警告基韋斯特不要把這則訊息給豪拉看到。
她的名字取自位於泰国春武里府的港口城市林查班。
撒謊的眼眸（偽りの瞳）
一體化替身，可讓萊姆查邦控制線蟲的行動。這些線蟲並非替身，被萊姆查邦當作寵物飼養在她的墨鏡中。線蟲本身能夠嗅到生物體內的壓力氣味，使萊姆查邦能像測謊儀那樣來判斷對方是否在說謊，亦可透過替身，操控線蟲依對方的恐懼程度繪製地圖。萊姆查邦會向被刑求者問一些簡單的「是」或「否」問題；當對方撒謊或明知答案卻保持沉默時，線蟲就會做出反應，在她的太陽眼鏡鏡片上形成錐形堆積起來。反之線蟲就會散去。
名字出自老鷹合唱團的1975年歌曲〈Lyin' Eyes〉。
寧波（Ningbo）
嚎叫者公司的雇員，為一名消防員，波比·基恩的好友。為人冷靜沉著，觀察力敏銳。服從萊姆查邦的命令。與基·韋斯特、萊姆查邦一同調查波比·基恩之死、露露的下落，以及帕克·拉普藍迪斯的身分。他和萊姆查邦循著線索來到帕克就讀的麥金利高中。並試圖從梅麗爾·梅·齊那裏打探出帕克的住址。由於發現了梅莉梅正透過電腦發短信暗中提醒她的團夥，於是召喚了替身讓梅莉爾的手臂膨脹起來，並炸斷了她的手指進行嚴刑拷問。這迫使梅麗爾不得不透露她的藏身處「Iko Iko服飾店」，兩人押著梅麗爾來到服飾店。在進入梅麗爾的辦公室搜查後確信這裡一定存在一個隱藏的房間。同時萊姆查邦用線蟲觀察到梅莉爾在房間裡四處張望時的反應，發現了一個隱藏在地毯下的活板門。就在萊姆查邦和寧波即將開門之際，梅莉爾孤注一擲，聲稱嚎叫者公司的這筆錢總共有五百億美元，建議獲得這筆錢後兩方可以平分。這個數字讓兩位特工都大吃一驚，儘管短暫地猶豫了一下，但寧波還是命令萊姆查邦打開門。他們發現露露和橫濱躲在地下室的安全房間。此時帕克突然出現，一拳打在寧波臉上，將他打飛。而烏薩基也朝著萊姆查邦開槍，萊姆查邦被迫撤退進安全房間，梅莉爾猜測這些黑警並不忠於嚎叫者公司，萊姆查邦甚至在500億美元的誘惑下故意對阿卡豪拉隱瞞現況。但是寧波就不一樣了，雖然他也貪圖那500億美元，但此刻似乎更想為自己的朋友波比·基恩報仇。帕克和寧波展開殘酷的近身肉搏戰，寧波試圖出拳，但都被帕克巧妙地躲閃，並以接連以肘擊、擊打、膝擊和一系列擊打肝臟的拳頭反擊擊倒在地。之後寧波爆破牆壁，讓混凝土碎片飛濺到帕克的臉上。趁著帕科分散注意力時抓住他的左手和脖子使其膨脹起來。然而，帕克使用操縱肌肉的能力轉移了膨脹的方向，然後將腫脹的拳頭塞進寧波的嘴裡爆裂，打掉了他的下巴。怒不可遏的寧波撲向烏薩基要他交出槍射殺帕克，然而寧波想要槍枝的願望，讓烏薩基發動了替身能力，最終被「片刻靜候」變成的槍引發的槍枝走火炸爛頭部死亡。
他的名字取自位於中华人民共和国浙江省的港口地級市宁波市。
200個氣球（200 Balloons）
是一個體型肥胖、肌肉發達的人形替身。長相酷似黃金體驗。擁有使接觸到的物體或生物膨脹的能力。爆炸範圍大約半徑5公分。原本無彈性的物體會因某種密度低於周圍空氣的氣體而膨脹，使其漂浮。這種效果也使物體像氣球一樣脆弱，爆裂聲對無生命物體具有破壞性，甚至能夠肢解活著的受害者的肢體。
名稱來自於美國音樂家王子於1989年的歌曲〈200 Balloons〉。

### 500億美元土地相關者
懷特議員（Congressman White）
夏威夷眾議院的一名國會議員，由於一直想要揭發嚎叫者公司以建立管理和利用華拉萊山水資源的系統為目的挪用公款的罪行，導致他的女兒蘇菲在夏威夷州土地登記處擔任職員期間受到「袋之律動」的攻擊突然病危送醫，他在醫院的重症室外頭哭泣。後悔沒有及時對嚎叫者公司採取行動。然而幸運的是因為熔岩碎塊的力量，懷特議員在來到醫院的其間所攜帶的平板上有著允許政府扣押嚎叫者公司土地的文件，雖然上面已經有了親筆簽名卻因為缺乏證據遲遲無法蓋下最關鍵的指紋完成驗證，德拉格納趁懷特議員去觀看女兒情況時，使用替身能力剝離其平板電腦上的指紋並加以挪動到同意簽屬欄，嚎叫者公司旗下價值106億美元的土地就此遭到扣押。
橫濱（Yokohama）
海豚銀行的主管。家庭成員有妻子以及兩個兒子。當豪拉搭乘飛機私人抵達檀香山時，他和銀行的其他員工出現在機場向豪拉傳達有關州政府授權扣押嚎叫者公司旗下華拉萊山的土地的緊急消息，並在懷特議員授權後獲得其他國會議員的一致同意。他懷疑可能是與先前嚎叫者公司被指控謊稱在華拉萊山安裝自來水廠實則是挪用公共稅款一事有關。他與一眾銀行員工當即宣布豪拉即將破產，並要求立即償還銀行借給嚎叫者公司的300美元貸款。臨走前他稱豪拉為「鄉巴佬」，並希望這能收掉他先前那一副高高在上的態度。由於涉及到巨額資金，在回程途中因緊張開始胃痛，決定先到醫院開胃藥，卻突然被本要襲擊帕克的「榮耀時光」流彈擊中頭部，送往醫院緊急治療。後來，喬迪奧和團夥找到了橫濱準備收集嚎叫者公司所有資產作為抵押品的檔案，决定將他帶走以便以某種管道收取債務，並計畫通過讓查明·曼偽裝成橫濱的樣子將貸款轉移到自己的帳戶中。本人目前則被關在梅麗爾·梅·齊所經營的服飾店中，每天必須要花2000美元為其購買維持生命的藥物。
其姓氏出自日本橫濱。

### 主角團家人及相關者
芭芭拉·安·喬斯達（Barbaba Ann Joestar）
喬迪奧與德拉格納的母親。仗世文·喬斯達的二女兒。吉良·荷莉·喬斯達的妹妹。丈夫在一家保險公司工作。在兒子們還年幼時全家人就從紐澤西州大西洋城搬到夏威夷檀香山，她與丈夫長期關係緊張。在丈夫離開家後變成單親媽媽並不得不開始工作來撫養兩個兒子，然而因為芭芭拉一直以來都是家庭主婦，在沒有任何經驗的情況下很難條件良好的工作。她設法找到了兩份打工，但都工作到深夜加上還要照顧孩子，導致她的身體狀況日漸變差。家中的衣櫃裡堆滿了大量電話費和稅金的繳費通知，甚至連兒子的學費都繳不出來，家中每況愈下也開始吸引了一下黑道上門找碴，為了保護母親以及改善家中的經濟狀況，喬迪奧兄弟決定在梅麗爾校長底下工作，目前她在機場的免稅商店上班，因為喬迪奧兄弟在黑道界優秀的工作表現受到鄰居與同事之間的敬重，但本人對此似乎毫不知情。當得知喬迪奧在學校接受心理測驗顯示可能患有反社會人格障礙時，芭芭拉感到相當震驚和憤怒，並要求學校退款。
名字出自海灘男孩的歌曲〈Barbara Ann〉。
茂卡
查明·曼的弟弟。和查明·曼在華拉萊山的一個山谷裏進行自行車競速時滑進了熔岩管中失蹤。儘管查明·曼報了警，但警方卻以「華拉萊山沒有水」為由拒絕在華拉萊山周邊進行調查，加上因為整個地區都是私人財產，不管有誰在此地死去警方都法可管。相反，他們調查出查明·曼與茂卡過去曾在農場有過爭執和他的襲警記錄，威脅如果真要調查的話查明·曼的嫌疑是最大的。隨著時間的推移，查明·曼繼續在火山口尋找茂卡但無濟於事。他目睹了岸邊露伴出現在茂卡掉落的熔岩管附近，在對幾塊熔岩碎塊進行聚財實驗。這使得查明·曼想極力調查熔岩碎塊和茂卡的失踪之間是否有聯繫。和哥哥以及族人一樣，茂卡也有著粗糙如石頭般的皮膚。
名字出自夏威夷居民點米利拉尼莫卡。
帕克的父親
本名不詳。來自墨西哥的移民，搬到夏威夷檀香山後在一家雞鴨養殖場工作，但脾氣暴躁喜歡酗酒，經常在各種各樣的女人家中過夜，回家後則會成為對家人施暴的酒鬼，妻子在無法忍受的情況下早早逃出了家門再也沒回來，因此每當喝醉生氣時都會毆打他的兒子帕克。他在帕克就讀高中一年級的時候，喝醉倒在路邊睡覺，醒來發現旁邊躺了一具不認識的男人的屍體。尤其受害者插在背部的一把刀上面甚至有其指紋，因此被指控醉酒鬥毆及謀殺，將面臨十多年的監禁，為了籌3萬多美元的律師費和保險費替父親辯護，帕克開始實施小規模欺詐，但最終被捕並被迫輟學。而後梅麗爾·梅·齊找上了剛出獄帕克，並邀了請他成為黑幫雜工為自己工作賺錢。
狂野尺寸貓（Wild Cat Size）
查明·曼飼養的三隻擁有替身能力的寵物貓，外表看似暹羅貓，當有同伴受傷時會發狂；當查明曼發現岸邊露伴在火山附近利用熔岩碎塊吸引鈔票時，暗中操控貓群監視他的別墅，在喬迪奧等人來到露伴的別墅竊取鑽石時，命令牠們於周圍徘徊利用替身發動攻擊。
尺寸貓（Cat Size）
三隻貓皆擁有的替身能力。貓可透過震動尾巴來從身體釋放出複數條震動、浮在半空中的線，該線難以切斷且能彼此纏繞。線在纏上物體後會不斷向被緊縮，甚至足以切斷樹枝或使人體造成傷害。
名稱由來為美國女貝斯手蘇西·奎特蘿的歌曲〈Cat Size〉

### 其他角色
警察
故事開始時登場的兩名檀香山警察局的警察。在檀香山的道路上巡邏，並在歐胡島攔截了德拉格納和喬迪奧所駕駛的的皮卡車，德拉格納向警察出示了偽造的駕照和身分證，此時警察突然指控這台皮卡車可能是贓車，德拉格納堅稱車是父母的，並表示因為擔憂新冠肺炎問題不想和警察的臉靠得太近，然而警察卻將德拉格納的話誤解為他因為種族問題拒絕給白人盤查，強行將他拉出車外搜查身上是否攜帶毒品，期間發現德拉格納是ㄧ名男性於是意圖猥褻他，被憤怒的喬迪奧擊敗。之後他們為了報復喬迪奧而與緝毒局合作，對喬迪奧和帕克進行毒品取締，但喬迪奧及時利用11月雨的雨滴銷毀了毒品，最終警察只能在沒有證據的情況下釋放兩人。
岸邊露伴（Rohan Kishibe）
來到夏威夷逗留十五天的日本人氣漫畫家。於夏威夷旅行的期間，在華拉萊火山發現幾個火山熔岩的碎塊，被它們吸引值錢物品的能力所吸引，在iPad上拍攝了幾張照片，還帶走了兩塊熔岩碎塊的樣本進行研究。之後他在夏威夷島買了一棟別墅，從日本帶來包含藍色鑽石在內的高價物品用以實驗。抵達科納機場後，露伴攜帶鑽石的消息被一名海關暗中告知給了黑幫組織頭目梅麗爾·梅·齊。梅麗爾立即將喬斯達兄弟、帕克、烏薩基4人派往他的別墅偷取鑽石。在偷竊行動暴露後露伴以替身「天堂之門」的能力輕易擊敗帕克和烏薩基並打算報警抓人，但被喬迪奧用計制伏，喬迪奧得知了熔岩碎塊的價值，利用保險箱中的兩塊熔岩碎塊作為籌碼，打碎了其中一塊威脅露伴讓他取消了對警方的電話通報，露伴稱讚喬迪奧是一個值得尊敬的對手，把最後一塊熔岩碎塊讓給了一行人，臨別前露伴像喬迪奧表示熔岩碎塊隱藏的“機制”，可能會讓喬迪奧變得極其富有。但建議他這個保守秘密，甚至不能夠信任身邊的那些同夥。
作者荒木飛呂彥透露，第九部的岸邊露伴是來自第八部世界觀的杜王町而非第四部，其角色的作用與第五部中的廣瀨康一類似，都是負責「引導」的角色。他表示雖然第九部接下來的戰鬥將發生在「人渣」之間，但最終他們仍會展現出某種形式的高貴精神。
天堂之門（Heaven's Door）
能力同第四部的版本（替身外型些許不同）。能讓對方失去意識，將對方身體的一部位變成書頁，讀取裡面的資料，藉此了解對方的記憶、思想、習慣等情報。
名稱由來為美國音樂家巴布·狄倫的1973年歌曲〈敲開天堂之門〉。
雷歐（Leo）
髮型奇特的鬍渣男。帶著女友來到卡勞亞機場附近度假。並從鐘錶店購買了一塊價值八萬美元的手錶送給女友，但那塊錶由於先前接觸過了熔岩碎塊，情侶檔因此捲入了喬迪奧一行人與查明·曼的熔岩碎塊的爭奪戰。手錶最終從女友手腕上掉下來滑向海灘。雷歐試圖在水中尋找手錶，而女友則因為手錶丟失的不滿和厭倦，直接丟下他搭乘別人的車離去。
名字和外型取自移民法國的日本畫家藤田嗣治。
富家女學生
德拉格納就讀國中時期的同班同學，她來自富裕家庭，父母更是對學校和巴士公司相當有影響力的捐錢大戶。外表看似很友善實則性格殘暴喜歡欺負弱小，加上因為其身分很受同學甚至學校老師的喜愛導致更加囂張跋扈，她多次對德拉格納性霸凌，無法忍受哥哥受到欺負的喬迪奧於隔天將包含女孩在內的所有人困在校車裡，並朝著校車內部縱火，女孩被燒成了重傷。之後女孩的父母向保險公司施壓，要求支付高額保險費，導致喬迪奧的父親被解僱，喬斯達一家陷入困境。她的作為也成為喬斯達兄弟加入黑幫的契機。
蘇菲·懷特（Sophie White）
夏威夷州土地登記處的一名年輕職員。父親是眾議院國會議員。當德拉格納、烏薩基、查明·曼來到夏威夷州土地登記處時，她檢查了查明·曼的身分證(偽造)，最初只允許一行人查看嚎叫者公司土地契約的數位數據。查明·曼並謊稱烏薩基是個正在準備學校報告的學生，堅持要看紙質記錄，於是蘇菲在同事的許可下帶著他們查看記錄，但因為她是唯一被允許處理檔案的人，因此必須戴手套，她翻了書頁給烏薩基過目。然而就在一行人離開後，蘇菲隨即遭到露露的替身「袋之律動」襲擊導致病危。被救護車緊急送到醫院搶救。她的父親懷特議員趕到醫院，感到憤怒與悲痛，認為這是嚎叫者公司對他展開的報復行動。在露露失去戰意袋之律動被召回後恢復健康。
蒙特·布魯托（Monte Brutto）
夏威夷州的代表，在阿卡·豪拉的祖父當家的時期覬覦豪拉家族位於華拉萊北坡的土地，打算據為己有以便開發度假酒店和別墅。他與夏威夷黑手黨聯繫，並在1967年秘密讓他們在嚎叫者農場放火，導致豪拉家族幾乎瀕臨破產。某日出門因為對前面一輛開得很慢又不斷排放廢氣的卡車感到不悅，並命令司機超車，但是卡車司機其實是阿卡·豪拉的祖父，當他的汽車越過卡車時隨即被對方開槍打死。

## 用語列表
熔岩（Lava Rock）
一塊具有超自然特性的神秘岩石，外觀看似一塊漆黑多孔的冷卻熔岩，能夠吸引任何對其當前所有者有價值的東西。1843年的某個時候，豪拉家族的初代先祖拉特拉托在飄流到夏威夷時獲得了一塊熔岩，為他的家人和嚎叫者農場帶來了巨大的財富。他把熔岩和家裡的貴重物品一起存放在一個寶箱裏，並傳給了他的後代。每當家族陷入困境時總能夠幫助他們，例如1967年，當豪拉家族的嚎叫者農場發生大火後差點破產時，他們雖然賣掉了寶箱裡面的物品來變換現金，這些物品最終仍會兜兜轉轉回到他們身邊。當阿卡·豪拉還是孩子的時候，先前祖父出售的那些祖先保存的貴重物品，比如價值7000萬美元的丁托列托畫作最後又回到豪拉家族的身邊，但那塊熔岩在多次使用後也跟著崩壞碎裂了。其後岸邊露伴前往夏威夷島，從華拉來火山得到兩塊冷卻的熔岩樣本，並在夏威夷的別墅中進行分析。岸邊露伴把樣本和鑽石一同鎖在保險箱中，目前其中一個被喬迪奧摧毀，剩下唯一僅存的那一塊露伴則答應讓喬迪奧帶走。
嚎叫者公司（HOWLER Company）
嚎叫者公司是為位於夏威夷州總資產估值超過500億美元的基礎建設公司。公司的標誌採用小寫「h」風格，外觀類似於一隻仰頭嚎叫的狼。該公司其坐擁大量夏威夷的地產，夏威夷土地登記處保存了總共48份土地契約，在歐胡島、毛伊島、考艾島都有房產，其中就包括查明·曼的弟弟茂卡失蹤以及熔岩碎塊發現之地華拉萊火山，總市值為106億美元。
嚎叫者公司的歷史要追朔到19世紀，1843年，一位姓「拉特拉托」的義大利水手漂流到夏威夷島懷皮奧山谷，並在一位原住民女性(後來成為拉特拉托地妻子)的幫助下，成功地贏得了夏威夷王室的信任和認可。但拉特拉托所居住的在華拉萊北坡以惡劣、乾旱的條件而聞名，他花費了幾個月的時間在山腰挖掘出一個水平的隧道，並成功地找出隱藏的地下水道，讓原本貧瘠的土地可以種出大片的草地，他的努力得到了島民們的讚賞。因此他創立了嚎叫者農場。隨著夏威夷成為美國的一部分，同時因為特拉托挖出的一塊會吸引財富的神奇熔岩，讓他的家族資金流動突然發生了翻天覆地的變化。拉特拉托和他的家族也將姓氏從「拉特拉托」改為「豪拉」。此後在拉特拉托過世的100多年間，他的後代仍然繼續擴展他所遺留下的農場。
上世紀60年代隨著豪華酒店和為政商名流所建造的別墅開始大量興起，嚎叫者農場的水源變得至關重要。政客們也給予了該農場極高的的待遇。但在1967年，一場大火摧毀了嚎叫者農場，幾乎使豪拉的家族瀕臨破產。起因是阿卡·豪拉的祖父和政府州代表蒙特·布魯托因土地產權問題發生了爭執。並得知蒙特與夏威夷的黑手黨密謀放火燒毀家族的農場。於是偽裝成卡車司機暗殺了蒙特作為報復。並通過書面契約使其家族對土地的所有權合法化來保護其祖先的土地。
至第八代阿卡·豪拉接管後，將其發展成為一家水資源和水力發電基礎設施公司「嚎叫者公司」。他們將業務擴展到港口權、運輸，甚至軍火工業。嚎叫者公司打著保護大自然的名義實則做出挪用公款等各種不法行為，甚至僱用了替身使者來剷除那些對公司進行過深入調查的人，儘管夏威夷王室後裔擁有這片土地的合法所有權，但嚎叫者公司以供應水資源的名義，用一種不容置疑的姿態將華拉萊火山北坡劃到自己的名下，甚至限制了州官員或警察的進入，那怕是有人失蹤死亡，甚至在這片區域發現有軍方違法運送的危險物質隨風飄出。因此許多人得知背後真相卻始終無法掌握任何證據起訴他們。

## 話數列表
| 卷数      | 日文標題 | 中文標題             | 日文話數 | 中文話數                                                                         |
| --------- | -------- | -------------------- | -------- | -------------------------------------------------------------------------------- |
| 1 （132） |          | 出發（DEPARTURE）    |          | 1. 出発（DEPARTURE） 2. 南國王街 3–4. 夏威夷島的別墅其①～②                       |
| 2 （133） |          | 『往上爬』           |          | 5. 『往上爬』 6–8. 華利來山-尺寸貓其①～③                                         |
| 3 （134） |          | 賺錢的時間           |          | 9–11. 卡勞亞・科納-航班等待時間其①～③ 12. 查明・曼                               |
| 4 （135） |          | 喬斯達兄弟           |          | 13. 喬斯達兄弟 14–15. 目標價值500億美元其①～② 16. 露露的袋之律動其①              |
| 5 （136） |          | DEED（土地轉讓契約） |          | 17. 露露的袋之律動其② 18–20. 露露與波比・基恩①～③                                |
| 6 （137） |          | 搭乘巨型郵輪吧       |          | 21. 海豚銀行營業本部長橫濱 22. 搭乘巨型郵輪吧 23–24. 200個氣球與撒謊的眼眸其①～② |

## 出版書籍
香港中文版的天下出版表示由於前作《JoJolion》銷量太差所以將不會代理本作，由台灣中文出版社東立出版社一併拿了香港代理權，但翻譯為台灣中文版直接在香港銷售。
| 卷數 | 集英社   | 集英社         | 集英社                 | 東立出版社        | 東立出版社     | 東立出版社             |
| 卷數 | 日文標題 | 發售日期       | ISBN                   | 中文標題          | 發售日期       | ISBN                   |
| ---- | -------- | -------------- | ---------------------- | ----------------- | -------------- | ---------------------- |
| 1    |          | 2023年8月18日  | ISBN 978-4-08-883606-5 | 出發（DEPARTURE） | 2024年7月12日  | ISBN 978-626-02-1298-8 |
| 2    |          | 2023年12月19日 | ISBN 978-4-08-883765-9 | 『往上爬』        | 2024年12月12日 | ISBN 978-626-02-1299-5 |
| 3    |          | 2024年4月18日  | ISBN 978-4-08-884038-3 | 賺錢的時間        | 2025年5月8日   | ISBN 978-626-02-2724-1 |
| 4    |          | 2024年8月19日  | ISBN 978-4-08-884157-1 | 喬斯達兄弟        | 2025年7月7日   | ISBN 978-626-02-2725-8 |
| 5    |          | 2024年12月18日 | ISBN 978-4-08-884298-1 |                   |                |                        |
| 6    |          | 2025年7月17日  | ISBN 978-4-08-884476-3 |                   |                |                        |

## 備註
1. ↑  標題最早宣布為《JOJOLANDS》，之後在2022年12月時被官方更改為《The JOJOLands》。
2. ↑  在第19話中是「第六代」，之後於單行本第5卷更正為「第八代」，由於豪拉的家族是按英文字母來排序，因此其名字「阿卡」在義大利語中對應了第八個字母H，間接說明了他目前是第八代
3. ↑  在第17話中是「380億美元」，之後於單行本第5卷更正為「300億美元」
4. ↑  第17話初登場時的名字是「馬克」，之後於單行本第5卷正式更名為「橫濱」